# Justice de paix au Pérou

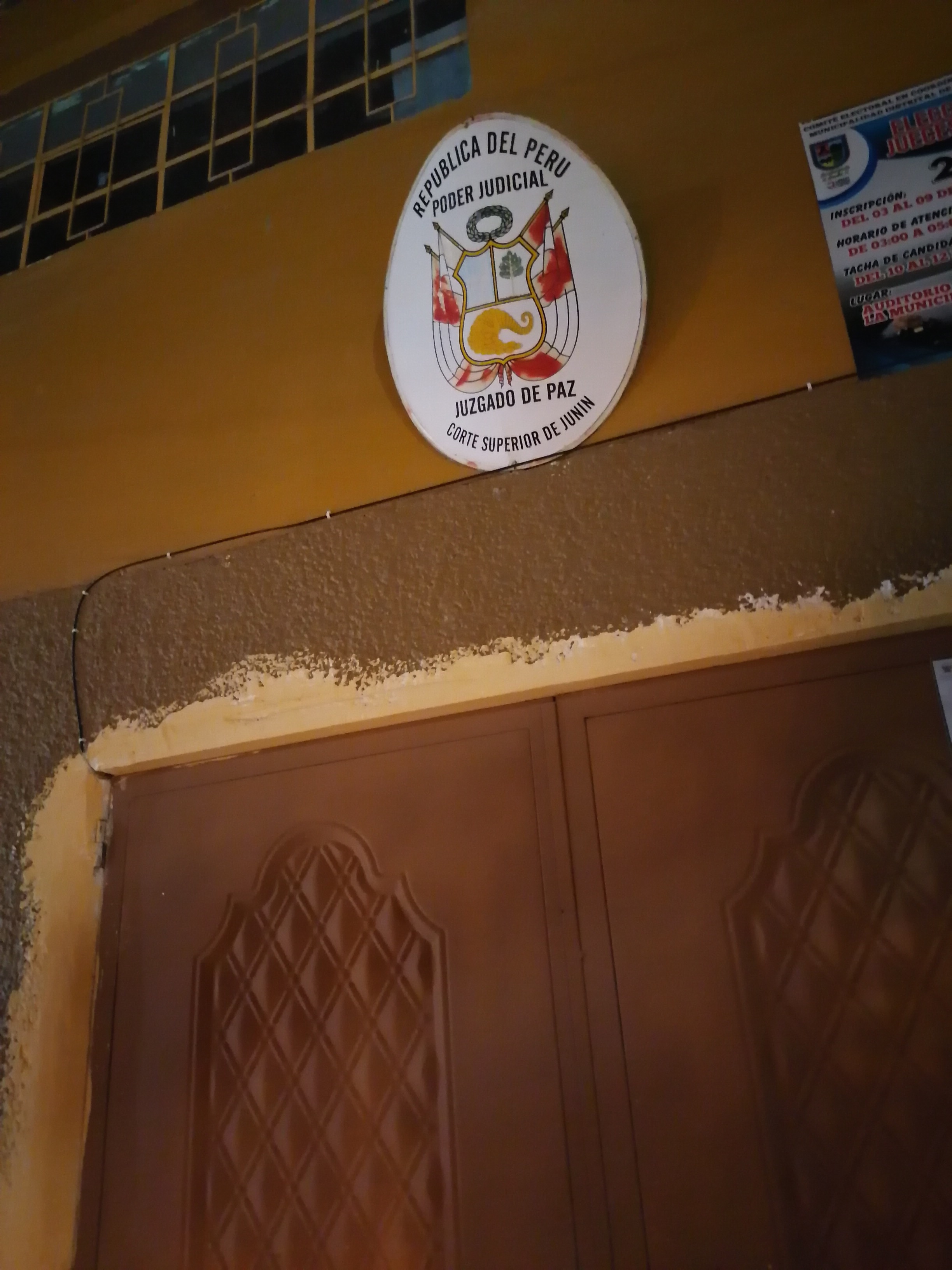
Emblème du juge de paix du district de Junín.

La justice de paix au Pérou est une institution judiciaire péruvienne (es) visant à faire régler les conflits locaux par des juges spécialisés dans la conciliation.

## Histoire
Selon Marianella Ledesma-Narváez, la justice de paix a été régulée pour la première fois au Pérou par la Constitution espagnole de 1812, selon laquelle l'alcade était chargé de la conciliation des menus litiges. Les modalités de leur élection ou désignation populaire ont évolué au fil des siècles et selon les localités.

## Hiérarchie
Pour le droit péruvien, il y a une distinction entre les juges de paix dits lettrés (letrados) et les autres : les premiers sont fonctionnaires, tandis que les seconds sont de simples citoyens choisis par leurs pairs. Tous les jugements des juges de paix peuvent faire l'objet d'un recours devant un tribunal de première instance.

## Principes
La justice de paix au Pérou s'appuie largement sur les pratiques et coutumes juridiques locales, mais elle reste distincte de la justice communale des communautés paysannes et autochtones.
Les juges de paix peuvent aussi remplir un rôle de notaires.